# Lophomyrtus ralphii
Lophomyrtus ralphii är en myrtenväxtart som först beskrevs av Joseph Dalton Hooker, och fick sitt nu gällande namn av Karl Ewald Maximilian Burret. Lophomyrtus ralphii ingår i släktet Lophomyrtus och familjen myrtenväxter. Inga underarter finns listade i Catalogue of Life.